# Райнгард Шеер
Карл Фрідріх Генріх Райнгард Шеер (нім. Carl Friedrich Heinrich Reinhard Scheer; 30 вересня 1863 — 26 листопада 1928) — німецький військово-морський діяч, адмірал. Кавалер ордена Pour le Mérite з дубовим листям.

## Біографія
Майбутній адмірал поступив на флот в 1879 році. Будучи ще лейтенантом отримав прізвисько «Забіякуватий Боб» через схожість зі своїм фокстер'єром, який намагався роздерти штани його друзям. 
З 1909 року протягом двох років займав посаду начальника штабу Флоту відкритого моря. Уже в 1911 році Райнгард Шеер зайняв посаду начальника департаменту загальних справ. Мав схожу точку зору і був сподвижником Альфреда фон Тірпіца.
Протягом 1913/14 років командував 2-й ескадрою лінійних кораблів. Саме ця ескадра під керівництвом Райнгарда Шеера 15 грудня 1914 року брала участь у виході Флоту відкритого моря для прикриття набігу Гіппера на Скарборо і Гартпул. Однак німецькій ескадрі не вдалося розбити ескадру британських дредноутів і відповідно до інструкції про обережність, передчасно повернулася в порт.
У грудні 1914 року Райнгарда Шеера призначили командувачем 3-ю ескадрою лінійних кораблів, що включала новітні дредноути, але фактично він почав командувати ескадрою лише 2 січня 1915 року.
Ознайомившись з кораблями в січні 1915 року, Шеєр отримав дозвіл перевести ескадру для бойової підготовки на Балтику. Він мав намір «так натренувати ескадру, щоб можна було керувати нею з повною впевненістю». Екіпажі кораблів не проводили навчання стрільбі новими торпедами, у зв'язку із наявністю в Північному морі ворожих субмарин.
Вже 21 січня 1915 року 3-а ескадра під командуванням Шеера попрямувала до Балтійського моря. За час проведення навчань, відбулася битва біля Доггербанки, а потім — зміна командування. З цієї причини флот довгий час практично не діяв.
24 січня 1916 командувач Флотом відкритого моря Гуго фон Поль пішов з поста, а на його місце був призначений Шеер. Однак він не мав наміру і не був готовий прийняти бій з усім Великим Флотом Великої Британії.
У цьому ж році, під керівництвом Шеера, штаб флоту підготував «Керівні принципи військових дій в Північному морі».
Навесні 1916 року Флот відкритого моря під командуванням Шеера здійснював вилазки і знищив кілька крейсерів і есмінців ВМС Великої Британії.
В ході Ютландської битви, хоч і не зумівши завдати поразки британським силам, німецький флот під командуванням Шеера завдав значної шкоди Великому Флоту Великої Британії і при цьому він уникнув знищення свого флоту чисельно переважаючими силами противника.
Однак Шеера зустріли як героя, коли він повернувся до Німеччини. Також імператор Вільгельм II подарував адміралу лицарський титул, але Шеер від титулу відмовився.
Після Ютландської битви він перестав вірити в можливість перемогти британський флот лише за допомогою надводних сил. Як і Альфред фон Тірпіц, Шеер став прихильником активного використання підводного флоту проти ВМС Великої Британії — необмеженої підводної війни.
У 1918 році, після Кільського бунту і Листопадової революції, адмірал Райнгард Шеер пішов у відставку.
У 1928 році Шеер був запрошений адміралом Джелліко, який командував Великим Флотом в Ютландському бою, відвідати Велику Британію. Шеер прийняв запрошення, але відвідати Велику Британію йому не судилося.

## Звання
- Кадет (22 квітня 1879)
- Морський кадет (15 червня 1880)
- Унтер-лейтенант-цур-зее без патенту (16 листопада 1882) — одержав патент 13 листопада 1883 року.
- Лейтенант-цур-зее (15 грудня 1885)
- Капітан-лейтенант (10 квітня 1893)
- Корветтен-капітан (9 квітня 1900)
- Фрегаттен-капітан (27 січня 1904)
- Капітан-цур-зее (21 березня 1905)
- Контр-адмірал (27 січня 1910)
- Віце-адмірал (9 грудня 1913)
- Адмірал (5 червня 1916)

## Нагороди
- Орден Святого Станіслава 2-го ступеня (Російська імперія)
- Хрест «За вислугу років» (Пруссія)
- Столітня медаль
- Залізний хрест 2-го і 1-го класу
- Королівський орден дому Гогенцоллернів, лицарський хрест з мечами
- Орден Червоного орла, великий хрест
- Орден Корони (Пруссія) 1-го класу
- Орден Альберта Ведмедя, великий хрест
- Військовий орден Максиміліана Йозефа, великий хрест
- Орден «За заслуги» (Баварія), великий хрест
- Військовий орден Святого Генріха, лицарський хрест (23 червня 1916)
- Орден Альберта (Саксонія), великий хрест
- Орден Грифа, великий хрест
- Орден Заслуг дому герцога Петра-Фрідріха-Людвіга, почесний великий хрест
- Орден Вранішнього Сонця 3-го ступеня (Японія)
- Орден Святих Маврикія та Лазаря, великий офіцерський хрест (Італія)
- Орден Залізної Корони 3-го класу (Австро-Угорщина)
- Орден Франца Йосифа, великий хрест (Австро-Угорщина)
- Pour le Mérite з дубовим листям
  - Орден (5 червня 1916)
  - Дубове листя (1 лютого 1918)

## Вшанування пам'яті
У 1933 році на честь адмірала Шеера був названий один з важких крейсерів типу Deutschland — Admiral Scheer.